# 同い年の家庭教師
『同い年の家庭教師』（おないどしのかていきょうし、原題：동갑내기 과외하기）は、2003年公開の韓国映画。原題の直訳は「同年である事、課外する事」（課外とは家庭教師の意味）。監督はキム・ギョンヒョン、主演はクォン・サンウ、キム・ハヌル。共演はコン・ユら。

## あらすじ
裕福な家に生まれ、2年の米国留学後、二十歳になって母国韓国で2年遅れの高校生活に復帰したジフン（クォン・サンウ）。家が裕福で何不自由なく育ったためか、極めてワガママな性格で、早速番長グループに目を付けられ、ケンカをするハメになる。
一方、あまり裕福でなく、フライドチキン店を経営する母と高校生の弟との3人で暮らしている二十歳の大学生スワン（キム・ハヌル）。家計と自身の学費捻出のために家庭教師のアルバイトにいそしむも、あまり我慢づよい性格でないためか、教え子の態度が悪いと事あるごとに辞めてしまう。しかし、母から次に辞めたら親子の縁を切ると言われ、さらに「学費の足しになる」と母の知合いである裕福な家の子息の家庭教師の話を半ば強制的に受けさせられてしまう。
スワンがしぶしぶ向かった家庭教師の先…それがあのジフンの家だった。そこで待ち受けていたのは…。
ワガママ放題で真面目に勉強などする気の無いジフンと、一生懸命に勉強を教えようとするスワン。同い年ながらも対照的な立場にある二人のトンチンカンな応酬と、ジフンが次々に起こす事件に否応なく巻き込まれるスワンのドタバタ劇が始まる。

## キャスト
- スワン - キム・ハヌル [2]
- チフン（ジフン） - クォン・サンウ
- チョンス（ジョンス） - コン・ユ
- ホギョン - キム・ジウ
- チフンの父 - ペク・イルソプ
- チフンの母 - キム・ヘオク
- スワンの母 - キム・ジャオク
- スワンの父 - オ・スングン
- シギョン - イ・ソンジン
- チャンヒ - ソ・ドンウォン

### 吹き替えキャスト
- チェ・スワン：冬馬由美
- キム・ジフン：真殿光昭
- ジョンス：吉田孝
- ホギョン：中村千絵
- その他の声の吹き替え：秋元羊介／新田万紀子／野村須磨子／小尾元政／渡邊正幸／髙階俊嗣／稲垣美和子／梯篤司／立花有悟／伊藤静